# Today Was a Fairytale
"Today Was a Fairytale" is een romantisch popnummer van de Amerikaanse zangeres Taylor Swift, uitgebracht in 2010 als onderdeel van de soundtrack van de film Valentine's Day. Het lied gaat over een perfecte dag met iemand waarbij alles als een sprookje aanvoelt — vol magie, liefde en verwondering.
Met haar kenmerkende dromerige stijl beschrijft Swift hoe kleine momenten met een geliefde groots en betekenisvol kunnen aanvoelen. De tekst zit vol met simpele, oprechte observaties (“You took me by the hand and you picked me up at six”) die samen een beeld schetsen van een tijdloos liefdesmoment. Muzikaal gezien is het nummer zacht en melodieus, met een pop-country vibe die typerend is voor Swift’s overgangsperiode tussen country en mainstream pop.
"Today Was a Fairytale" werd goed ontvangen en was een commercieel succes. Het markeert een fase in Swift’s carrière waarin ze steeds meer film- en popcultuurprojecten betrad, zonder haar kenmerkende verhaalstijl te verliezen.
- MusicBrainz release group: e2552467-cbda-4ce3-afd5-f3a3419cb836
- MusicBrainz work: 5f87e828-73a8-4bf7-8d26-592a1403f876